# 圣布里松
圣布里松（法語：Saint-Brisson，法語發音：[sɛ̃ bʁisɔ̃]）是法国涅夫勒省的一个市镇，属于希农堡（城）区。

## 地理
圣布里松（47°16'16"N, 4°5'27"E）面积29.82 平方千米，位于法国勃艮第-弗朗什-孔泰大區涅夫勒省，该省份为法国中部省份，北至约讷省，西北接卢瓦雷省，西接谢尔省，南至阿列省，东南接索恩-卢瓦尔省，东临科多尔省。
与圣布里松接壤的市镇（或旧市镇、城区）包括：圣阿尼昂、莫尔旺地区尚波、莫尔旺地区阿利尼、丹莱普拉斯、古卢。

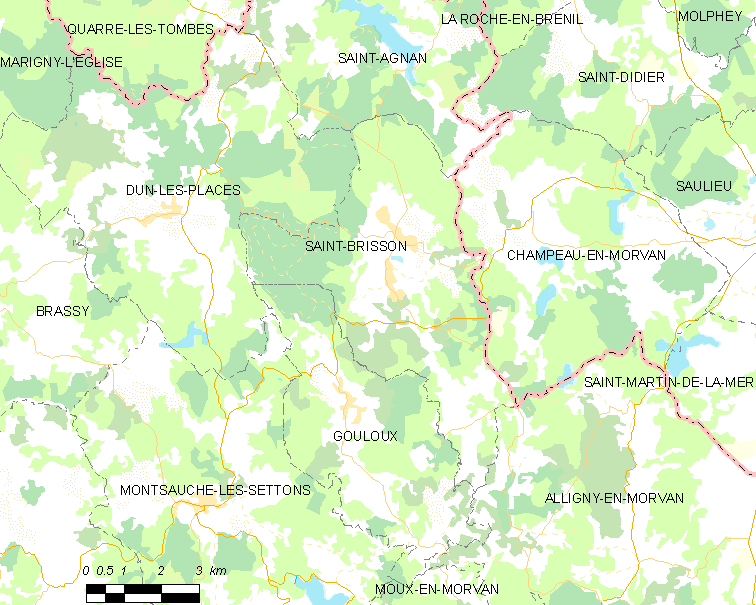
圣布里松的OSM定位图

圣布里松的时区为UTC+01:00、UTC+02:00（夏令时）。

## 行政
圣布里松的邮政编码为58230，INSEE市镇编码为58235。

## 政治
圣布里松所属的省级选区为希农堡县。

## 人口

1962-2008年间圣布里松人口变化图示

圣布里松于2022年1月1日时的人口数量为252人。